# Yvette Tulip Hlaváčová
Yvette Tulip Hlaváčová (født 26. maj 1975) er en tjekkisk langdistance og åbent vand-svømmer. Hun er den hidtil hurtigste kvinde som har svømmet over Den Engelske Kanal i tiden 7 timer og 25 min.  Hun har forsøgt sig med bassinsvømning, men har opnået de bedste resultater i åbent vand.
Hun er 194 cm høj, og dermed en af de højeste kvindelige svømmere i verden. Hun bruger størrelse 46 i sko.

## Svømninger over Den Engelske Kanal
- 2005 på 8 timer og 42 min
- 2006 på 7 timer og 25 min (hurtigste tid for kvinder)
- 2007 på 7 timer og 53 min